# Saint-Froult
Saint-Froult település Franciaországban, Charente-Maritime megyében. Lakosainak száma 390 fő (2022. január 1.). Saint-Froult Moëze, Saint-Nazaire-sur-Charente és Port-des-Barques községekkel határos.

## Népesség
A település népessége az elmúlt években az alábbi módon változott:
| Lakosok száma | 180  | 227  | 245  | 262  | 375  | 344  | 335  | 357  | 368  | 390  |
|               | 1968 | 1982 | 1990 | 2006 | 2013 | 2015 | 2017 | 2019 | 2020 | 2022 |